# Aceptación (House M. D.)
"Aceptación" (en inglés: "Acceptance") es el primer episodio de la segunda temporada de la serie estadounidense House. Fue estrenado el 13 de septiembre de 2005 en Estados Unidos y  emitido el 18 de abril de 2006 en España.
Un condenado a muerte sufre un colapso causado por unas alucinaciones en las que aparece la gente a la que mató. A House le interesa el caso, a pesar de que sabe que a su paciente lo matarán igualmente. Al mismo tiempo Cameron se ve involucrada emocionalmente con una paciente con cáncer pulmonar, y va experimentando las 5 fases del duelo, también llamadas etapas del morir.

## Sinopsis
El título, "Aceptación", como suele suceder con la mayoría de los títulos de los episodios de la serie, tiene varias lecturas y está relacionado con varias de las situaciones que se presentan en el capítulo. En principio está directamente referido a la quinta y última fase del duelo o de las cinco etapas del morir, tal como las formuló Elisabeth Kübler-Ross en su libro On death and dying (Sobre la muerte y morir): negación, ira, negociación, depresión, aceptación.
En el capítulo las cinco fases están expresamente formuladas en relación con Cameron y su proceso interior para enfrentar a una joven paciente que padece un cáncer terminal. En el momento que House le presenta a Cameron las cinco fases, dice que personalmente él piensa que son "basura de la new age". Pero el título también se relaciona con la condena a muerte que pesa sobre el paciente principal, así como con el propio House y su compleja relación emocional tanto con Cameron, como con su expareja, Stacy.
Durante el episodio House juega con el título del libro de Kübler-Ross al escribir en la pizarra "Death man dying", literalmente "Hombre muerto muriendo", que en inglés se pronuncia casi igual.  

### Caso principal
Clarence (interpretado por el conocido rapero LL Cool J), un recluso condenado a muerte, sale al patio, solo, a hacer ejercicio y empieza a alucinar con las cuatro personas que mató: su novia, un preso, un policía y otro preso. Sufre una crisis, grita y cae al piso luego de sufrir un ataque cardíaco.

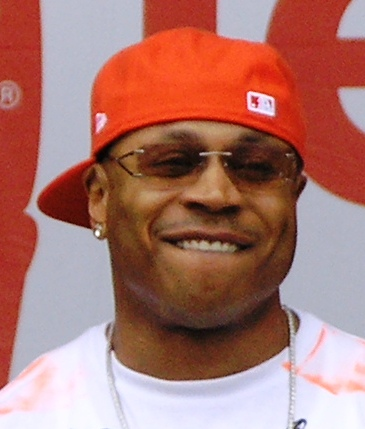
El rapero LL Cool J) interpreta al recluso condenado a muerte al que el equipo de House debe salvar para que pueda ser matado.

En el hospital, House entra en el despacho de Cuddy y se encuentra con Stacy, su expareja y el amor de su vida. Pide que le asignen el caso de Clarence porque le intriga que su corazón latiera tan deprisa que bombeó aire en lugar de sangre. Cuddy le pasa el caso con cierta precaución y House se va a la prisión. Allí le diagnostica hipoxia con edema pulmonar. Morirá en una hora si no tiene un respirador artificial y aunque en la cárcel se oponen terminantemente a su salida, House consigue que Stacy gestione ante un juez la orden de internarlo en el hospital.
Foreman le atribuye la causa de la taquicardia es la heroína, así que House manda que le hagan un test de drogas. Mientras el equipo de House examina a Clarence, el recluso despierta y sufre un ataque de violencia. Llegan los resultados de las pruebas de drogas que son negativos. El equipo piensa que el recluso tomó una sustancia creyendo que era droga. House envía a Chase a la prisión para que investigue qué ha podido tomar, pero lo único que descubre es un montón de material de oficina en la celda del condenado a muerte. House enseguida tiene la respuesta: Clarence ha ingerido tóner de impresora para intentar matarse, envenenándose de ese modo con metanol. Entonces va a su habitación con una botella de whisky y beben juntos. Lo que el paciente no sabe es que el alcohol contrarresta los efectos del tóner y esto le evitará la muerte. 
La vida del enfermo está a salvo, pero House sospecha que el envenenamiento por tóner no explica todos los síntomas y trata de que Stacy le cubra para ocultar la verdad y así evitar que devuelvan a Clarence al corredor de la muerte. Vuelve a ordenar una batería de pruebas y entonces Cuddy aparece en la habitación del paciente para darle el alta, porque Stacy le ha contado la verdad. Sin embargo, Clarence sufre una aguda crisis de dolor, que los médicos creen que finge para no salir del hospital. Pero los dolores son reales, House lo comprueba cuando levanta las sábanas y ve que el paciente sufre una gran hemorragia por vía anal. 
House se pregunta si su enfermedad no podrá explicar los accesos de ira que le han llevado a matar a cuatro personas. Ordena un nuevo IRM, que resulta dolorosa para el paciente debido a que los tatuajes tienen hierro, y confirma su sospecha. Tiene feocromocitoma, que provoca aumento de adrenalina, lo que explica su comportamiento agresivo. Al comprender que los accesos de ira del condenado a muerte son reacciones físicas provocadas por el tumor, Foreman, que no había justificado al enfermo en ningún momento, decide presentarse como testigo a su favor.

### Atención clínica de rutina
House detesta realizar atención clínica de rutina porque lo aburre la ausencia de problemas médicos graves y complejos. En este capítulo delega la tarea en Cameron porque él tiene que ir a la prisión para atender a un prisionero (Clarence). Cameron entonces atiende a Cindy, una joven que necesita un certificado médico para su nuevo trabajo. La paciente tiene un poco de tos pero cuando Cameron ve los rayos x, se dirige sorprendida al doctor House para que la examine. House dice que no hay nada que examinar porque las pruebas son claras: la paciente padece un cáncer de pulmón que ha hecho metástasis y su estado es terminal, con una expectativa de seis meses de vida. A Cameron le costará enfrentar la realidad y deberá pasar por las cinco fases del duelo frente a la muerte, a que hace referencia el título.

### Relaciones entre los personajes
Cameron, que debido a haber sufrido la muerte de su esposo tiene grandes dificultades para enfrentar a pacientes terminales, logra alcanzar la fase de aceptación. Foreman, que tiende a sentir gran rechazo por aquellos que a diferencia de él no han salido de la marginalidad de la pobreza, comprende que el presidiario al que atendieron tenía una enfermedad que lo impulsaba a reaccionar violentamente, y piensa declarar ante el juez para que le revoquen la pena de muerte.

### Cierre del episodio
El capítulo cierra con la famosa canción Hallelujah, de Leonard Cohen, en la versión de Jeff Buckley incluida en su álbum Grace, mientras Cameron abraza a Cindy cuando le comunica que va a morir, Foreman ve cómo Clarence vuelve a la prisión y House borra de la pizarra las últimas dos fases del morir: depresión y aceptación.

## Diagnóstico
Feocromocitoma y envenenamiento con metanol.